# Ti-Gus et Ti-Mousse
Ti-Gus et Ti-Mousse est un duo comique québécois formé au début des années 1950 par Réal Béland et Denyse Émond. Le duo se produit pendant 30 ans, jusqu'à la mort de Réal Béland en 1983,.
Le groupe se serait formé lorsque Réal Béland, alors membre de la troupe Ti-Gus et ses joyeux copains, aurait vu une prestation de Denyse Émond à Val-d'or en 1952. Après le spectacle, Béland est allé voir Émond à sa loge pour lui offrir de former un duo.